# 講座行政学
『講座行政学』とは、西尾勝・村松岐夫編著による行政学のテキストシリーズである。全六巻。出版は有斐閣。1994年刊行開始。
「講座」と銘打った役割の通り、現代日本行政学の認識枠組みを提示するテキストである。
行政学最初の「講座」シリーズは、辻清明編集代表の「行政学講座」であるが、その後約20年経ってようやく新たな「講座」が刊行されたことになる。内容は、地方分権改革や行政改革前の行政学の歩みを総決算するものになっている。

## シリーズ構成

### 第1巻　行政の発展
1 行政の発展(「行政国家」と政治システムの転換　福祉国家と行政　80年代国家の行政構造)
　2 理論の展望(比較行政学　開発行政学　国際行政学　官僚制理論)

### 第2巻　制度と構造
第1章 内閣制度　　　　　　　　
　第2章 行政組織制度　　　　　　
　第3章 国家公務員制度　　　　　
　第4章 地方自治制度　　　　　　
　第5章 中央地方の財政調整制度　
　第6章 地方公務員制度　　　　　
　第7章 自治体の首長制度　　　　
　第8章 行政改革と地方制度改革　

### 第3巻　政策と行政
第1章 政治経済環境の変化と行政システム
　第2章 財政・金融政策
　第3章 産業政策と行政
　第4章 労働政策
　第5章 農業政策と政策過程
　第6章 福祉政策
　第7章 公共事業
　第8章 国土計画
　第9章 地球経済振興政策

### 第4巻　政策と管理
第1章 省庁の組織と定員
　第2章 省庁の所掌事務と調査研究企画
　第3章 省庁の外郭団体・業界団体・諮問機関
　第4章 法令の制定と省庁の意思決定
　第5章 計画の策定
　第6章 予算の編成
　第7章 自治体計画の策定
　第8章 中央の政治と都市の政治

### 第5巻　業務の執行
第1章 政策の類型 
　第2章 実施過程の政策変容
　第3章 民営化・民間委託・規制緩和
　第4章 国家と社会の境界領域の諸問題
　第5章 国の自治体に対する統制・誘導
　第6章 第一線職員の行動様式
　第7章 情報技術と行政事務
　第8章 職員の異動と能力開発

### 第6巻　市民と行政
第1章 法治行政と裁量行為
　第2章 行政手続と苦情処理
　第3章 汚職の防止
　第4章 監査・監察と評価基準
　第5章 公務員の労働運動
　第6章 情報の保護と公開
　第7章 市民運動と行政
　第8章 行政統制と行政責任